# 大地勇士單兵作戰系統

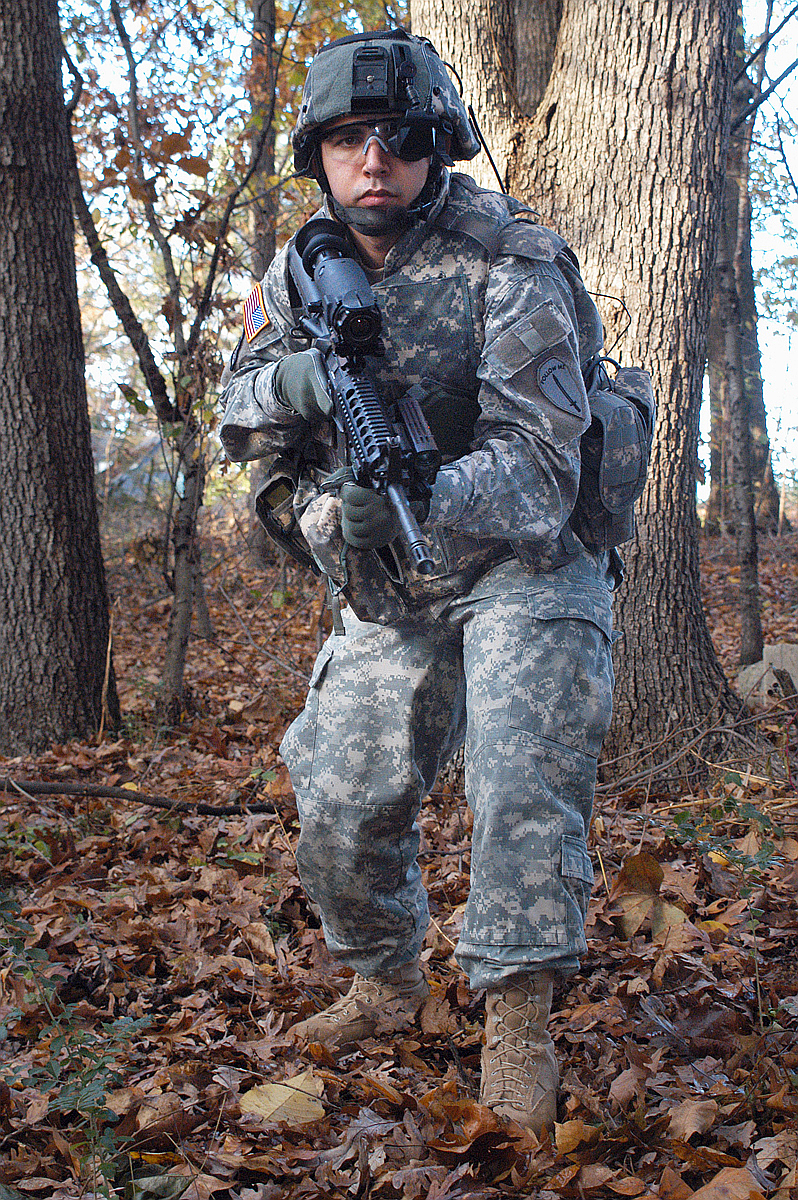
大地勇士測試版

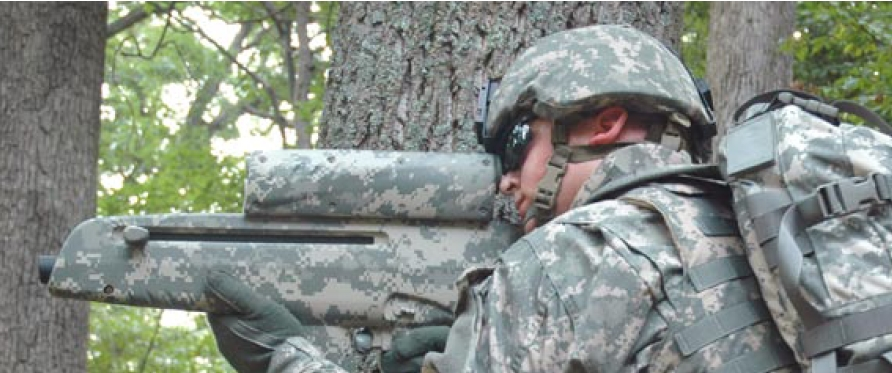
持OICW的未來美軍戰士

大地勇士單兵作戰系統（Land Warrior）是美軍研發中的未來單兵戰鬥套裝，著重於資訊化戰場C4ISR連線。

## 概要
美國陸軍作為未来战斗系统的一環，於21世紀後即開始強化單兵作戰的資訊能力，最早構想於1997年就已經出現於相關期刊，理想中的單兵戰鬥套裝將包括衛星連結和戰場管理節點，單兵的攝影機能及時將畫面送回指揮部，同時經由眾多無人機和無人車收集的作戰資訊將由指揮部統籌整理後根據任務；分配一個簡明扼要的該單兵個人任務指引畫面，傳送到該兵的頭盔顯示器上。
大地勇士系統還具備遙控無人機和無人車的能力，武器方面將結合XM29 OICW或其最終成果步槍，該槍智能彈藥所需的電腦運算也將整合於大地勇士。
2010年後啟動的外骨骼機械肢體計畫也將是大地勇士的子項目，然而目前整套計畫最大的關鍵問題依然未能突破，就是電池電力和穩定可靠度問題，如此大量依賴電力的作戰系統若需要常常在戰場充電則會成為一大制約性，而電腦裝置潛在的當機風險或是抗電磁脈衝攻擊能力都讓美國陸軍將領對於該系統真的大量配發於險惡的戰場環境中有疑慮。畢竟越戰的教訓中當時高科技的M16突擊步槍卻輸給粗糙的AK-47（雖然主要是因為美軍擅自更改發射藥導致火藥殘渣增加以及未配發保養工具），高價的F-4幽靈II戰鬥機卻並未領先廉價的米格-21戰鬥機多少（雖然除了早期空對空導彈的可靠性問題以外也有戰局情報問題、作戰計畫不周以及飛行員分配問題導致資深飛行員不足等等原因），這也顯示了戰場最佳武器往往不完全是科技含量高低，成本與可靠性呈現在最終效用上也同等重要。

## 參看
- 網路中心戰
- 戰術數位資訊鏈路